# Colobothea naevia
Colobothea naevia är en skalbaggsart som beskrevs av Bates 1865. Colobothea naevia ingår i släktet Colobothea och familjen långhorningar. Inga underarter finns listade i Catalogue of Life.